# Batalla d'Antioquia (218)
La batalla d'Antioquia va ser lliurada el 8 de juny de 218 els voltants d'Antioquia de l'Orontes (Síria), entre l'exèrcit romà de l'emperador Macrí i el del pretendent Elagàbal.

## Antecedents
Quan l'emperador Macrí va pujar al poder va enviar Júlia Mesa, amb les seves dues filles i el seu net gran, Elagàbal, a la seva residència d'Emesa, a Síria. Allà hi va iniciar una conspiració amb l'ajuda del seu conseller eunuc, i tutor d'Elagàbal, Gannis, per fer caure Macrí. Amb aquesta intenció, va decidir fer Elagàbal l'emperador romà. Ell i la seva mare es van fer còmplices del pla i anunciaren (falsament) que ell era el fill il·legítim de Caracal·la. Júlia Mesa només va necessitar donar mostres de la seva riquesa a la Legió III Gallica per tal que juressin lleialtat al seu net. Al sortir el sol el 16 de maig del 218, P. Valeri Comazó Eutiquià, comandant de la legió, el va declarar emperador. Va prendre els noms de Caracal·la, Marc Aureli Antoní, per tal de donar legitimitat a l'esdeveniment. Macrí va enviar cartes al Senat denunciant Elagàbal com un Fals Antoní i assegurant que era boig. Ambdós cònsols i altres magistrats superiors del govern romà, incloent-hi un pretorià, el varen condemnar, i tot seguidament varen declarar la guerra a Elagàbal i Júlia Mesa.

## Batalla
El general Gannis, comandant de les tropes del jove pretendent, va vèncer en la batalla, i Elagàbal es va convertir en emperador.

## Conseqüències
Temerós de la capacitat de Gannis, Elagàbal va matar Macrí.